# Nguyên Dương
Nguyễn Dương (tiếng Trung: 元阳县; bính âm: Yuányáng Xiàn, Hán Việt: Nguyên Dương huyện) là một huyện trong châu tự trị Hồng Hà, miền nam tỉnh Vân Nam, Trung Quốc. Đây là nơi cư trú của tộc người thiểu số Cáp Nê. Du khách nhiều nhiếp ảnh gia trên thế giới hay đến Nguyên Dương vì có nhiều đồi núi với ruộng bậc thang. Địa điểm thu hút nhiều thợ săn hình nhất là Thanh Khẩu (青口, Qingkou), một bản thượng nhỏ 6 km phía nam thị trấn Nguyên Dương — đất núi gần đấy được trở thành ruộng bậc thang để cấy lúa.
Nguyên Dương nằm bên bờ Nguyên Giang (tên gọi sông Hồng đoạn chảy qua Trung Quốc), cách Côn Minh (thủ phủ tỉnh Vân Nam) 337 km về hướng nam và cách cửa khẩu quốc tế Hà Khẩu (Trung Quốc) và Lào Cai (Việt Nam) 197 km về hướng tây bắc.

## Phân chia hành chính
- 2 trấn: Nam Sa, Tân Nhai
- 12 hương: Ngưu Giác Trại, Sa Lạp Thác, Gá Nương, Thượng Tân Thành, Tiểu Tân Nhai, Phùng Xuân Lĩnh, Đại Bình, Phàn Chi Hoa, Hoàng Mao Lĩnh, Hoàng Thảo Lĩnh, Nga Trát, Mã Nhai.